# Emil Aarestrup
Carl Ludvig Emil Aarestrup (Copenaghen, 4 dicembre 1800 – Odense, 21 luglio 1856) è stato un poeta e medico danese.
Di professione medico a Nysted nell'isola di Lolland, poi in Fionia a Odense, nelle ore libere scriveva poesie serene e voluttuose che, grazie all'incoraggiamento dell'amico poeta Christian Winther, raccolse e pubblicò nel volumetto Digte. Né questa pubblicazione né la raccolta postuma Efterladte Digte ebbero buon successo. Fu invece fatto conoscere ed apprezzare dal critico letterario Georg Brandes, che recensì l'edizione postuma Danske digtere.
È considerato uno dei più grandi poeti danesi dell'amore erotico e sensuale. Le sue poesie ricordano, per certi aspetti, le liriche di Victor Hugo, George Gordon Byron, Carl Michael Bellman, Heinrich Heine, Friedrich Rückert e August von Platen-Hallermünde, anche se le fantasie romantiche spesso lasciano spazio anche a considerazioni realistiche, spesso di sfondo nazionalpopolare, e a contaminazioni legate alla cultura orientale.
Vanno ricordate anche le sue traduzioni di poeti romantici e le lettere (alla fidanzata e ad un amico) che danno un quadro della vita danese dell'epoca.
A lui è intitolato il premio letterario Aarestrup-medaljen.